# Самарра (Саламанка)
Самарра (ісп. Zamarra) — муніципалітет в Іспанії, у складі автономної спільноти Кастилія-і-Леон, у провінції Саламанка. Населення — 120 осіб (2010).
Муніципалітет розташований на відстані близько 230 км на захід від Мадрида, 85 км на південний захід від Саламанки.
На території муніципалітету розташовані такі населені пункти: (дані про населення за 2010 рік)
- Вільярехо: 22 особи
- Самарра: 98 осіб

## Демографія
Динаміка населення (INE ):

## Зовнішні посилання
- Провінційна рада Саламанки: індекс муніципалітетів [Архівовано 23 квітня 2009 у Wayback Machine.]
- Посилання на Google Maps